# Hrozňatov
Hrozňatov, bis 1946 Kynšperk (deutsch Kinsberg), ist ein Ortsteil der Stadt Cheb in der Tschechischen Republik.

## Geographie

### Geographische Lage
Der Ort liegt etwa 6,5 km südlich der Stadt Cheb.

### Ortsgliederung
Hrozňatov besteht aus den Ortslagen Nový Hrozňatov (Neukinsberg) und Starý Hrozňatov (Altkinsberg). Der Ortsteil bildet unter dem Namen Starý Hrozňatov zugleich einen eigenen Katastralbezirk.

## Geschichte
Im Jahr 1217 wurde bei der Burg Kinsberg am Muglbach im Egerland ein Dorf „Kiensberg“ erstmals in einer Urkunde erwähnt. Die Burg auf einer steil ansteigenden, felsigen Anhöhe über dem Bach und die dazugehörende Grundherrschaft waren damals ein Lehen der Kaiserburg der Staufer in Eger (Cheb) an den Reichsritter Heinrich von Künsberg. Die ältesten Familiennamen des Ortes sind in den Klauensteuerbüchern und Musterungslisten der Stadt Eger enthalten. Sie befinden sich für den Zeitraum von 1392 bzw. 1395 bis 1631 im staatlichen Gebietsarchiv Cheb. Die Bewohner des Ortes Kinsberg waren der Stadt Eger erbuntertänig, abgabe- und fronpflichtig. Das Schicksal des Ortes Kinsberg entwickelte sich im Zusammenhang mit den jeweiligen Besitzern der Burg, dem späteren Schloss Altkinsberg, den Grausamkeiten während der Kriegszeiten und den Entscheidungen übergeordneter Machthaber. Seit 1782, nach der Entstehung des Dorfes Neukinsberg, entstand der Ortsname Altkinsberg. Mit der Gründung der Tschechoslowakei im Jahre 1918 lautete der Ortsname in der tschechischen Übersetzung Starý Kynšperk. Nach 1946 wurde er in Starý Hrozňatov umbenannt, dessen Namensgeber der selige Hroznata von Ovenec war.
Die Burg Kinsberg am Muglbach gilt als einer der möglichen Sterbeorte des böhmischen Gaugrafen Hroznata von Ovenec, der 1247 den Hungertod starb. Hroznata war der Gründer des Stifts Tepl und des Klosters Chotěšov in Westböhmen und wurde im Jahr 1887 durch den Vatikan in Rom seliggesprochen. Nach dem Jahr 1260 kam es zu einem häufigen Wechsel der Lehensträger der Reichsstadt Eger auf der Burg Kinsberg an der Grenze des Nordgaus. Der Ortsname des zugehörigen Dorfes mit den bis 1848 erbuntertänigen Bauern zeigte in den Schreibformen nur geringfügige Veränderungen durch die Jahrhunderte: 1217 „Kiensberg“, 1223 „Kinsperck“, 1228 „Kinsberc“, 1257 „Kinsberg“, 1261 „Kynsberch“, 1310 „Chiensperg“, 1353 „Kinsperch“, 1535 „Kinßberg“, 1569 „Kiensperg“, von 1782 bis 1946 „Altkinsberg“.
Ob die Reichsritter von Künsberg ihren Herkunftsnamen von der Burg Kiensberg am Muglbach, der ehemaligen Burg Kynsperg im späteren Königsberg an der Eger oder der ehemaligen Kindesburg bei Creußen führten, wird nach den verfügbaren Quellen unterschiedlich interpretiert. Der Ortsname Kiensberg am Muglbach deutet wortgeschichtlich auf einen Berg mit harzreichem Nadelholz hin. Die althochdeutsche Bezeichnung chien oder kien für harzreiche Bäume hat sich auch in der Bezeichnung Kienspan, einer lichtgebenden Holzfackel in alter Zeit, erhalten.
Im Jahr 1322 wurden die Burg und der Ort Kinsberg mit einem Großteil des Egerlandes an Böhmen verpfändet und nach und nach in Westböhmen eingegliedert. 1362 war die Burg Kinsperg im Lehensbesitz des Trost Winkler, dann des Bohuslaw von Hertenberg, dem Heinzig Pflugk von Rabenstein folgte. Nach 1401 war sie ein Lehen der Ritter von Frankengrün, der Herren von Thein und der Herren von Schönfeld.
Durch den Augsburger Reichs- und Religionsfrieden war Kinsberg ebenso wie die Stadt Eger und die Orte im Egerland in den Jahren 1555 bis 1624 in drei Generationen evangelisch-lutherisch. Für das Jahr 1557 ist eine Dorfschule nachweisbar. Der letzte evangelische Pfarrer in Kinsberg Jakob Wilhelm und seine Ehefrau Elisabeth wurden etwa 1631 während der Rekatholisierung in Böhmen wegen ihres Glaubens vertrieben.

### Dreißigjähriger Krieg
In den Jahren 1628 bis 1635 und der Rekatholisierung in Böhmen wurde der Orden der Jesuiten im Pachelbelhaus (Cheb) am Marktplatz der Stadt Eger ansässig, übernahm das Haus des Deutschen Ordens und begann mit seiner Missionstätigkeit. Im Jahr 1631 wurden die Ordensangehörigen kurzfristig aus Eger vertrieben, als sächsische Truppen die Stadt Eger erstürmten und der vertriebene evangelisch-lutherische Bürgermeister Wolf Adam Pachelbel von Gehag (1599–1649) und einige Vertraute zurückkehrten. Nach einem halben Jahr eroberte der kaiserlich-österreichische Generalwachtmeister Heinrich von Holk mit einem Söldnerheer die Stadt zurück. Im Jahr 1631 plünderten schwedische Truppen die Burg und den Ort Kinsberg und setzten die Gebäude in Brand.
Angehörige des Ordens der Jesuiten in Eger erhielten nach 1631 die niedergebrannte Burg Kinsberg, deren ausgedehnten Grundbesitz, die Schlosskirche und die verwüstete Bergkirche mit dem anschließenden Friedhof zur Verwaltung und verfügten über die Einkünfte der erbuntertänigen und fronpflichtigen Orte der Herrschaft Kinsberg. Auf dem Burgberg begann auf dem niedergebrannten Wohnteil der Burg der Aufbau des heutigen Schlosses Altkinsberg. Der „Schwarze Turm“ der Burg, erbaut aus blauschwarzem Schiefer, hat die Brandschatzung unversehrt überdauert. Im Jahr 1648 wurden Kinsberg und die Bergkirche nochmals durch schwedische Truppen geplündert und niedergebrannt. In der unter großer Not leidenden überlebenden Bevölkerung brach die Cholera aus, der um 1680 die Pocken und das Fleckfieber folgten. Für die Wasserversorgung hatte der Ort nur den Muglbach und einzelne Ziehbrunnen; die Felder lagen brach.

### Siebenjähriger Krieg
Im Siebenjährigen Krieg überfielen preußische Truppen 1758 Kinsberg und erpressten 1500 Taler als Ablösung für eine Brandschatzung. Nach der Aufhebung des Ordens der Jesuiten im Jahre 1773 durch Kaiser Joseph II. wurde ein Teil des Grundbesitzes in der Herrschaft Kinsberg an Interessenten aus der Umgebung verkauft. Das Schloss Kinsberg wechselte öfter seine Besitzer, die Umbauten und Renovierungen vornehmen ließen. Die Pfarrei in der Bergkirche Altkinsberg-Loreto wurde eine Lokalie der Stadtpfarrkirche Sankt Niklas in Eger. Durch das Toleranzpatent des Kaisers Joseph II. vom Jahre 1781 wurde evangelisch-lutherischen und anderen Glaubensangehörigen die Ansässigkeit auch in Altkinsberg wieder möglich. Im Jahre 1905 gehörten zu der seit 1663 römisch-katholischen Pfarrei Altkinsberg, deren Kirchenbücher seit dem Jahr 1787 erhalten sind, unter dem Kirchenpatronat der Gutsherrschaft die Orte Altkinsberg, Altalbenreuth, Boden, Gosel, Neukinsberg, Kleinschöba, Rothmühl, Oberlindau und Unterlindau. In der Pfarrei lebten damals 1542 katholische und 51 evangelisch-lutherische Gläubige, für welche die evangelische Pfarrei in Eger zuständig war.

### Entstehung von Neukinsberg
Im 18. Jahrhundert errichteten Töpfer aus Kinsberg am Osthang des Loretoberges, unweit der Maut- und Zollstation der Stadt Eger nach Bad Neualbenreuth in der Frais Brennöfen und stellten Tonwaren her. Grundlage der Ansiedlung waren die Lehm- und Tonvorkommen am Flusslauf der Wondreb. Im Jahr 1782 war der Ort Neukinsberg das erste Mal auf einer Landkarte verzeichnet und die Ortsbezeichnung Altkinsberg entstand. Es wurden zunächst Tonflaschen für den Versand von Mineralwasser in Kondrau und Franzensbad hergestellt. Als im Jahre 1831 auf Glasflaschen umgestellt wurde, produzierte die Eigentümerfamilie Hart in Neukinsberg Rohre aus Steinzeug, hartgebrannte Ziegel, Ofenkacheln, irdene Krautfässer und Tränkebecken. 1923 wurde Neukinsberg an das elektrische Stromnetz angeschlossen. 1929 zerstörte ein Großbrand die Trockenanlage der Fabrik. 1934 wurde die Produktion mit säurefesten Wannen und Brunneneinfassungen erweitert.
Seit dem Jahr 1858 gehörte Neukinsberg zur Gemeinde Altkinsberg, war dort eingepfarrt und eingeschult. 1862 wurde eine Straße von Eger über Neukinsberg nach Altalbenreuth gebaut und 1923 bis 1926 nach Ulrichsgrün verlängert. Der Ort Neukinsberg bestand im Jahr 1945 aus 32 Wohnhäusern und der Tonzeugfabrik Hart und lag von 1945 bis 1990 in der Sperrzone des Eisernen Vorhangs der Tschechoslowakei. Die Bewohner wurden nach 1945 durch die Beneš-Dekrete enteignet und kamen als Heimatvertriebene meist in die Oberpfalz. Die Wohnhäuser und die Tonzeugfabrik verfielen und sind fast völlig verschwunden.

### Goethe in Altkinsberg
Im Jahre 1823 interessierte „der bedeutende alte Turm“ in Kinsberg auch Johann Wolfgang von Goethe, nachdem ihn 1822 der Schwarze Turm der Kaiserburg der Staufer in Eger fasziniert hatte. Er besuchte das Schloss Altkinsberg in Begleitung von Joseph Sebastian Grüner und äußerte sich in einer Tagebuchnotiz vom 26. Juli 1823 bei der Fahrt nach Pograth begeistert und überschwänglich mit den Worten: „Der ganz erhaltene, auf dem Fels unmittelbar aufruhende runde Turm ist eines der schönsten architektonischen Monumente dieser Art, die ich kenne, und gewiß aus den besten römischen Zeiten. Er mag hundert Fuss hoch sein und steht als prächtige toskanische Kollossalsäule unmerklich kegelförmig abnehmend. Ich sage nicht zu viel, stunde dieser Turm in Trier, so würde man ihn unter die vorzüglichsten dortigen Altertümer rechnen, stünde er in der Nähe von Rom, so würde man zu ihm wallfahrten.“ Joseph Sebastian Grüner informierte Goethe auch, dass in dem Turm der Begründer des Stift Tepl Hroznata von Guttenstein-Vrtba gefangen war und dort im Jahr 1217 den Hungertod starb. Durch diese Äußerung Goethes entstand die irrtümliche Ansicht, dass der Turm in Altkinsberg aus der Römerzeit stamme. Vereinzelte Grabungen brachten keine Funde vor dem 12. Jahrhundert zu Tage.

### 19. Jahrhundert
Nach der Revolution des Jahres 1848 wurde die Gemeinde Altkinsberg aus der Erbuntertänigkeit und den Frondiensten entlassen und war wieder Pfarrort, einschließlich der Orte Neukinsberg, Kleinschöba, Oberlindau, Unterlindau und nach 1857 Altalbenreuth, Boden und Gosel im ehemaligen Fraisgebiet. 1853 baute der Gutsbesitzer Johann Nonner ein neues Schulhaus, in welchem seit 1874 auch Kinder aus Neukinsberg und Oberlindau eingeschult waren. Die meisten Bewohner von Altkinsberg lebten von der Landwirtschaft, der Viehzucht, der Fischzucht von Karpfen in den Bergauer-Teichen, den Erzeugnissen in Hausgärten und erwirtschafteten ein Zubrot als Imker. Der Anbau von Hafer, Korn, Kartoffeln und Mohnpflanzen brachte gute Ernten. Mohnkuchen war ein beliebtes Festgebäck. Am Muglbach standen im Dorfbereich vier Mühlen, welche die Wasserkraft nutzten.
Ende des 19. Jahrhunderts brachte eine Influenza-Grippe ein großes Sterben auch für die Bewohner von Altkinsberg. Als Hausierer mit bezahlbarer Seife in das Dorf kamen, Reinigungsbäder üblich wurden und der gesetzliche Impfschutz gegen Pocken durchgeführt wurde, besserte sich der Gesundheitszustand der Bevölkerung. Seit 1875 ist ein praktizierender Arzt in Altkinsberg als ansässig nachweisbar. Durch die Ansiedlung von Fabriken in Neukinsberg und Schloppenhof entstanden neue, Einkommen bringende Arbeitsplätze.

### Zeit nach dem Ersten Weltkrieg
Im Jahre 1918 kamen Altkinsberg und Neukinsberg zur Tschechoslowakei und erhielten die Ortsnamen Starý Kynšperk und Nový Kynšperk. Die Häuser wurden 1923 an das elektrische Stromnetz angeschlossen. Der Schulbesuch des Gymnasiums in Eger, der ehemaligen Lateinschule, wurde auch für die Mädchen der Gemeinde möglich.
Nach dem Münchner Abkommen wurde der Ort dem Deutschen Reich zugeschlagen und gehörte bis 1945 zum Landkreis Eger.
Im Mai 1945 kam der Ort wieder zur Tschechoslowakei zurück. Die nachfolgende Enteignung und Vertreibung der Deutschböhmen und Deutschmährer durch die Beneš-Dekrete brachte die Bewohner des Ortes Altkinsberg nach Bayern, Württemberg und Hessen. Vorher waren zahlreiche Familien im Sommer 1945 über die nahe Grenze in die Oberpfalz geflüchtet. Im Jahr 1939 hatte Altkinsberg mit dem Ortsteil Neukinsberg 1196 Einwohner und 1947 nach der Vertreibung der deutschen Haus- und Grundbesitzer und ihrer Familien waren es 441.
Zur Pfarrei Altkinsberg gehörten 1939 die Orte Altalbenreuth, Boden, Gosel, Kleinschöba, Neukinsberg, Ober- und Unterlindau, Pograth und Rothmühl nach Kirchenbuchaufzeichnungen seit dem Jahr 1787, vorher war die Pfarrei Sankt Niklas in Eger zuständig.

### Zeit nach dem Zweiten Weltkrieg
Von 1945 bis 1990 lag Hrozňatov im Sperrgebiet der Grenzsicherungszone des Eisernern Vorhangs der Tschechoslowakei gegen Bayern. Der Hausrat in den verlassenen Wohnhäusern wurde geplündert, die Häuser verfielen oder wurden abgerissen. Das Schlossgebäude, die Wirtschaftsgebäude des Gutsbetriebes und die Schlosskirche unterhalb des Schlosses begannen zu verfallen und werden heute von neuen Eigentümern renoviert. Der Schwarze Turm hat auch diese Zeit überdauert und prägt das Ortsbild des Dorfes. Von den Ruinenresten eines Gebäudes, der Legende nach der Sterbeort des seligen Hroznata von Ovenec, blieb die Westwand stehen. Aus der Wallfahrtskirche Maria Loreto auf dem Burgberg wurden Teile als Baumaterialien abtransportiert. Das Bauwerk war bis zum Jahr 1991 fast eine Ruine. Auf dem anschließenden Friedhof der Pfarrei Starý Hrozňatov überdeckten Blumen und Sträucher die verwüsteten Gräber.
Ein im benachbarten Waldsassen in der Oberpfalz gegründeter Förderverein begann nach Öffnung der Grenze nach Tschechien im Jahre 1991 mit dem Aufbau der Kirche Maria Loreto in Starý Hrozňatov, rekonstruierte den Pilgerweg vom Muglbach mit den Halbkapellen des Kreuzweges hinauf zur Wallfahrtskirche und suchte nach den lebensgroßen Figuren aus deren Personengruppen. Der Friedhof erhielt ein annehmbares Aussehen. Heute ist Maria Loreto wiederhergestellt und ein Ausflugsziel. Neusiedler haben sich niedergelassen und bauen sich eine wirtschaftliche Existenz auf.

## Sehenswürdigkeiten

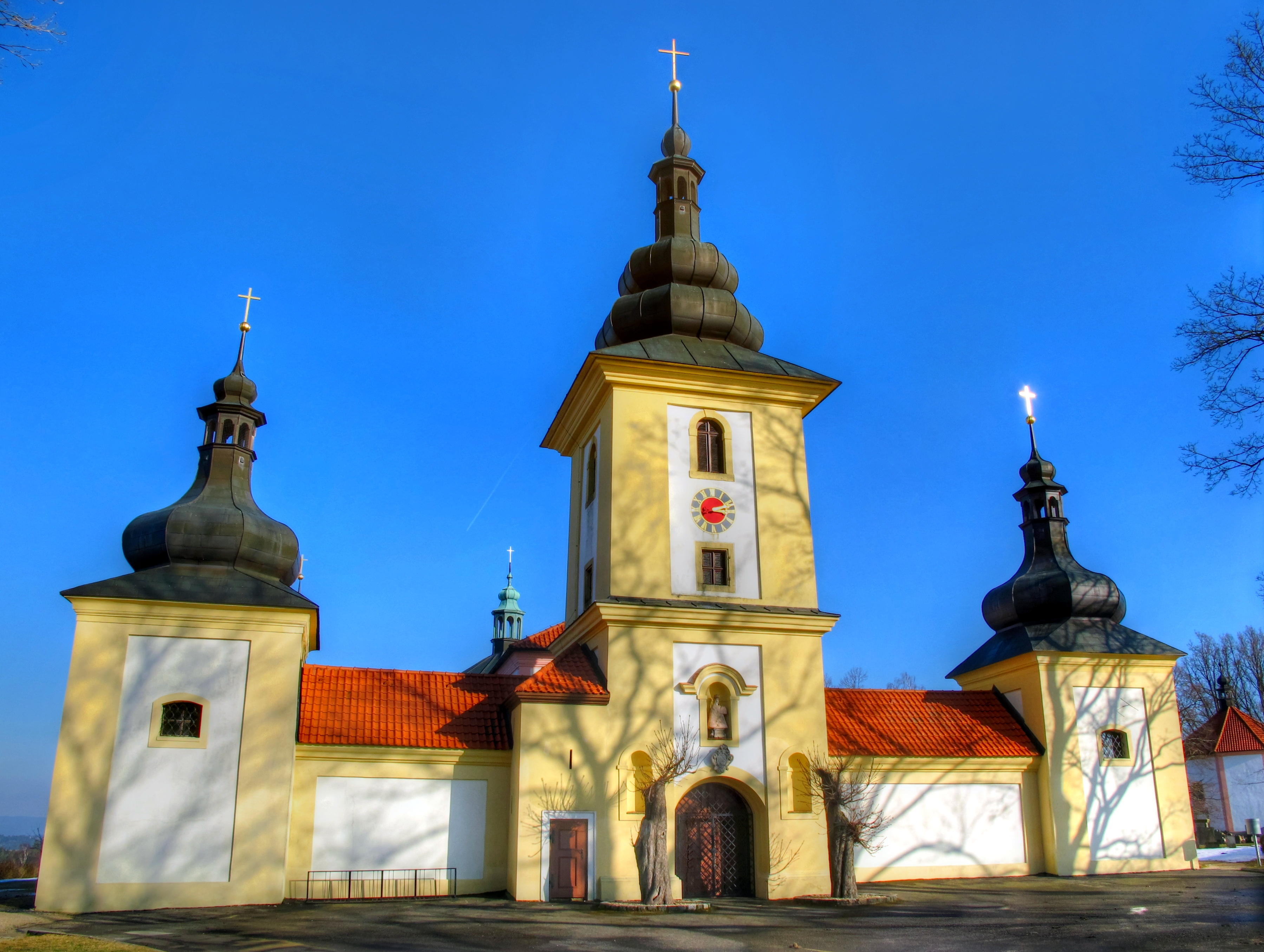
Maria Loreto nach umfangreichen Renovierungen 2012

- Wallfahrtskirche Maria Loreto

Im Jahr 1657 begannen die Jesuiten mit dem Wiederaufbau der beiden Kirchen in Kinsberg, der Schlosskirche und der Bergkirche, der ehemaligen evangelisch-lutherischen Pfarrkirche auf der Anhöhe des Burgberges. Auf deren Ruinen wurde die Wallfahrtskirche Maria Loreto erbaut, die seit 1663 auch Pfarrkirche des nunmehr römisch-katholischen Dorfes war. Es entstand unter Planung und Betreuung durch Jesuitenpater Johann Dasselmann ein achtseitiger Bau mit einem Hauptturm, vier Ecktürmchen und einem Kreuzgang. Das Gnadenbild, eine 90 Zentimeter hohe Loreto-Muttergottes aus Holz, bekleidet mit einem Mantel aus Kupfer, dem Silbermünzen angegossen waren, war ein Geschenk der Gräfin Barbara Eusebia Vrtba geborene Martinic als Gedenken an den Gaugrafen Hroznata von Ovenec, Stammvater der Vrtba.
In einer Jerusalemanlage mit 29 Stationen aus dem Leben Jesu Christi führte der Weg vom Muglbach, der Bach Cedron genannt wurde, hinauf zu der Wallfahrtskirche Maria Loreto. Im April 1699 schloss Fürst Georg Albrecht von Brandenburg-Kulmbach (1666–1703) vor dem Altar eine morganatische Ehe mit Regine Magdalena Lutz, der späteren Freifrau von Kotzau. In Kinsberg entstanden zwei große Gasthöfe, der Wohlstand der Bauern nahm durch die Versorgung der Pilger zu und der Ort begann sich von den Schrecken des Dreißigjährigen Krieges zu erholen. Der Wallfahrtsort zählte bis 1918 jährlich etwa 2000 Besucher, darunter 25 Prozessionen.
- Schloss Starý Hrozňatov